# Сали Келерман
Сали Клер Келерман (енгл. Sally Clare Kellerman; Лонг Бич, 2. јун 1937 — Вудленд Хилс, 24. фебруар 2022) била је америчка позоришна, филмска и ТВ глумица.
На телевизији је дебитовала почетком 1960-их, где се појавила у више од шездесет телевизијских серија и телевизијских филмова током наредних година своје каријере. Популарност јој је дошла 1970. године након улоге Маргарет Хулихан у црној комедији Војна болница, за коју је Келерман добила номинацију за Оскара и Златни глобус за најбољу споредну глумицу. Истовремено, у наставку музичке каријере, снимила је свој први албум у Дека Рекордс. Године 1973. појавила се у мјузиклу Изгубљени хоризонт, за који је такође допринела музици.